# Réconciliation (film)
Pour les articles homonymes, voir Réconciliation.
Pour plus de détails, voir Fiche technique et Distribution.
Réconciliation (Daybreak) est un film américain réalisé par Albert Capellani, sorti en 1918.

## Fiche technique
- Titre original : Daybreak
- Titre français : Réconciliation
- Réalisation : Albert Capellani
- Scénario : Albert Capellani et June Mathis d'après la pièce de Jane Cowl et Jane Murfin
- Photographie : David Calcagni
- Pays de production : États-Unis
- Format : Noir et blanc - 1,33:1 - Film muet
- Genre : drame
- Date de sortie : 1918

## Distribution
- Emily Stevens : Edith Frome
- Julian L'Estrange : Arthur Frome
- Herman Lieb : Herbert Rankin
- Augustus Phillips : Dr David Brett
- Francis Joyner : Carl Peterson
- Evelyn Brent : Alma Peterson